# Guy-Roger Duvert
Guy-Roger Duvert, né le 3 juillet 1975 à Paris, est un écrivain, compositeur, réalisateur et auteur de musique de film français. Il est également l'associé unique et propriétaire de la société d'édition indépendante Inceptio éditions.

## Biographie
Il a grandi à Paris. Après ses études à Sciences Po Strasbourg, dont il sort diplômé en 1996, puis à l'ESSEC Business School, il entame une carrière de compositeur de musique de film. La première bande originale qu'il a composée fut pour le film Les Yeux Secs de Narjiss Nejjar, et a été nommée au Festival de Cannes, à la Quinzaine des Realisateurs.
Il est également réalisateur de films. Il est surtout connu pour son long métrage de science-fiction Virtual Revolution, sorti  en 2016, avec Mike Dopud, Jane Badler, Jochen Hägele (en) et Maximilien Poullein,,.
Il a fait ses débuts en tant que romancier en 2019, en publiant le livre Outsphere.
Il est également l'associé unique et propriétaire de la société d'édition indépendante Inceptio éditions.

## Œuvres

### SérieOutsphere
1. Outsphere, Independently published, 2019, 313 p.  (ISBN 9781794329898)Réédition, Inceptio, 2021, 383 p. (ISBN 978-2-490-63055-4)
2. Le Réveil, Independently published, 2020, 326 p.  (ISBN 9782490630561)Réédition, Inceptio, 2021, 409 p. (ISBN 978-2-490-63056-1)
3. Religions, Inceptio, 2021, 387 p.  (ISBN 978-2-490-63070-7)
4. Ordres et chaos, 2024, 309 p.  (ISBN 979-8-8785-7569-0)

#### SérieLes Rôdeurs de l'empire
1. Les Rôdeurs de l'empire, Inceptio, 2022, 346 p.  (ISBN 978-2-38411-001-8)
2. Les Rôdeurs de l'empire 2, Inceptio, 2023, 400 p.  (ISBN 978-2-38411-032-2)
3. Les Rôdeurs de l'empire 3, Inceptio, 2024, 250 p.  (ISBN 978-2-38411-055-1)

### SérieLes Chroniques occultes
1. L’Appel d'Am-Heh, Independently published, 2021, 319 p.  (ISBN 979-8696269993)Écrit avec Mark Chac (illustrations).
2. Les Disparus d'Arkham, Independently published, 2022, 307 p.  (ISBN 979-8414538547)Écrit avec Vincent Laïk (illustrations).
3. L’Ombre de Nyarlathotep, Independently published, 2022, 385 p.  (ISBN 979-8351149165)Écrit avec Vincent Laïk (illustrations).
4. Nid d’Espions à Canton, Independently published, 2023, 385 p.  (ISBN 979-8-8612-1244-1)Écrit avec Vincent Laïk (illustrations).

### Romans indépendants
- Backup, Independently published, 2020, 313 p.  (ISBN 979-8642467190)
- Virtual Revolution 2046, Independently published, 2020, 311 p.  (ISBN 979-8649459723)
- Eschaton, Independently published, 2021, 233 p.  (ISBN 979-8656187688)
- Un grain de sable sur le tournage, Independently published, 2022  (ISBN 979-8366706056)
- Extinction, Independently published, 2023, 313 p.  (ISBN 979-8853111271)

### Bandes dessinées

#### SérieVirtual Revolution
1. Virtual Revolution, Sandawe, 2018, 56 p.  (ISBN 978-2-39014-238-6)Écrit avec Benjamin Sjöberg (illustrations).